# XXI Universiade invernale
La XXI Universiade invernale si è svolta a Tarvisio, in Italia, dal 16 al 26 gennaio 2003. Alle competizioni hanno partecipato 239 atleti provenienti da 39 nazioni di tutto il mondo. L'organizzazione ha coinvolto anche due località austriache: Villaco e Bischofshofen.

## Programma
Il programma delle competizioni per i Giochi di Tarvisio 2003 prevedeva gare in 11 sport diversi:
- Sci alpino
- Biathlon
- Sci di fondo
- Combinata nordica
- Salto con gli sci
- Snowboard
- Carving (dimostrativo)
- Curling (opzionale)
- Hockey su ghiaccio
- Pattinaggio artistico
- Short track

### Nazioni partecipanti
| Americhe                                                                            | Americhe                                                                  | Americhe                                                                      | Americhe                                                      |
| ----------------------------------------------------------------------------------- | ------------------------------------------------------------------------- | ----------------------------------------------------------------------------- | ------------------------------------------------------------- |
| - Argentina                                                                         | - Cile                                                                    | - Canada                                                                      | - Stati Uniti                                                 |
| Asia                                                                                |                                                                           |                                                                               |                                                               |
| - Cina - Giappone                                                                   | - Kazakistan - Corea del Sud                                              | - Libano                                                                      | - Tagikistan                                                  |
| Europa                                                                              |                                                                           |                                                                               |                                                               |
| - Austria - Belgio - Bulgaria - Croazia - Rep. Ceca - Estonia - Finlandia - Francia | - Regno Unito - Germania - Grecia - Ungheria - Irlanda - Islanda - Italia | - Jugoslavia - Lettonia - Norvegia - Polonia - San Marino - Russia - Slovenia | - Spagna - Svizzera - Svezia - Slovacchia - Turchia - Ucraina |
| Oceania                                                                             |                                                                           |                                                                               |                                                               |
| - Australia                                                                         | - Nuova Zelanda                                                           |                                                                               |                                                               |

### Calendario
| ● | Cerimonia di apertura | ● | Competizioni | ● | Finali | ● | Cerimonia di chiusura |

|                       | Data  |       |       |       |       |       |       |       |       |       |       |       |
| Sport                 | 15.01 | 16.01 | 17.01 | 18.01 | 19.01 | 20.01 | 21.01 | 22.01 | 23.01 | 24.01 | 25.01 | 26.01 |
| Cerimonie             |       | ●     |       |       |       |       |       |       |       |       |       | ●     |
| Biathlon              |       |       |       |       | ●     |       | ●     | ●     |       | ●     |       | ●     |
| Carving               |       |       |       | ●     | ●     |       |       |       |       |       |       |       |
| Combinata nordica     |       |       |       |       |       |       | ●     |       | ●     |       |       | ●     |
| Curling               |       |       | ●     | ●     | ●     | ●     | ●     | ●     | ●     |       |       |       |
| Hockey su ghiaccio    | ●     |       | ●     | ●     | ●     | ●     | ●     |       | ●     | ●     | ●     |       |
| Pattinaggio di figura |       | ●     | ●     | ●     | ●     | ●     | ●     |       |       |       |       |       |
| Salto con gli sci     |       |       | ●     | ●     |       |       |       | ●     |       |       |       |       |
| Sci alpino            |       |       |       | ●     | ●     | ●     | ●     |       | ●     | ●     | ●     | ●     |
| Sci di fondo          |       |       |       | ●     |       | ●     |       | ●     | ●     |       | ●     | ●     |
| Short track           |       |       |       |       |       |       |       |       | ●     | ●     | ●     | ●     |
| Snowboard             |       |       |       | ●     |       |       | ●     |       |       | ●     | ●     |       |

### Sedi delle gare

#### Tarvisio
- Lussari Arena - Cerimonie
- Sci alpino
- Sci di fondo
- Combinata nordica
- Salto con gli sci

#### Altre località
- Forni Avoltri - Biathlon
- Claut - Curling
- Piancavallo - Pattinaggio artistico, Short track, Snowboard
- Pontebba - Hockey su ghiaccio
- Zoncolan - Carving
- Villaco  Austria - Hockey su ghiaccio
- Bischofshofen  Austria - Salto con gli sci